# Aristelliger expectatus
Aristelliger expectatus — вид геконоподібних ящірок родини Sphaerodactylidae. Мешкає на Гаїті та на сусідніх островах.

## Поширення і екологія
Aristelliger expectatus мешкають на півдні і заході Гаїті та на південному заході Домініканської Республіки, зокрема на островах Беата, Тортуга і Гонав. Вони живуть в сухих тропічних лісах, трапляються в парках і садах, на висоті до 500 м над рівнем моря. Відкладають яйця. Спостерігалися випадки канібалізму яєць і дитинчат.